# Max-flöde, minsta-snitt
Satsen om max-flöde, minsta-snitt säger att för en given viktad graf är det största möjliga flödet mellan två noder lika med det minsta möjliga snitt som separerar dessa två noder. Satsen är av stor vikt inom optimeringslära och har praktiska tillämpningar inom till exempel bildanalys och datorseende.

## Linjärprogramformulering
Max-flöde och minsta-snitt kan formuleras som två linjärprogram som är dualer till varandra:
| Max-flöde | Max-flöde                                                                          | Minsta-snitt | Minsta-snitt |
| --- | ---------------------------------------------------------------------------------- | --- | --- |
| maximera {\displaystyle \|f\|\,} | maximera {\displaystyle \|f\|\,}                                                   | minimera {\displaystyle \sum _{(i,j)\in E}c_{ij}d_{ij}} | minimera {\displaystyle \sum _{(i,j)\in E}c_{ij}d_{ij}} |
| under villkoren | under villkoren                                                                    | under villkoren | under villkoren |
| {\displaystyle f_{ij}\leq c_{ij}} {\displaystyle \sum _{j:\,\,(j,i)\in E}f_{ji}-\sum _{j:\,\,(i,j)\in E}f_{ij}\leq 0,} {\displaystyle f_{ij}\geq 0} | {\displaystyle (i,j)\in E} {\displaystyle i\in V}                                  | {\displaystyle d_{ij}+x_{i}-x_{j}\geq 0} {\displaystyle x_{s}=0\,} {\displaystyle x_{t}=1\,} {\displaystyle d_{ij}\geq 0}                                                                                       | {\displaystyle (i,j)\in E} |
| {\displaystyle f_{ij}} anger flödet mellan {\displaystyle i} och {\displaystyle j}                                                                  | {\displaystyle f_{ij}} anger flödet mellan {\displaystyle i} och {\displaystyle j} | {\displaystyle x_{i}} anger om nod {\displaystyle i} är kopplad till {\displaystyle s} eller {\displaystyle t} {\displaystyle d_{ij}} anger om bågen mellan {\displaystyle i} och {\displaystyle j} är avskuren | {\displaystyle x_{i}} anger om nod {\displaystyle i} är kopplad till {\displaystyle s} eller {\displaystyle t} {\displaystyle d_{ij}} anger om bågen mellan {\displaystyle i} och {\displaystyle j} är avskuren |